# Акарнански планини
Акарнанските планини (на гръцки: Ακαρνανικά όρη) са планинска верига в северозападната част на Етолоакарнания, Западна Гърция. Простират се по протежение на Йонийско море от село Монастираки, в близост до Воница на север – до Астакос на юг, и са с обща дължина от близо 40 km.
Планините на Акарнания са варовикови и неплодородни, с изключение на най-северните им части. Най-високият връх е Псили Корифи (на гръцки: Ψηλή Κορυφή, което в буквален превод означава „висок връх“) и се издига на надморска височина от 1589 m. 
През зими с валежи по акарнанските планини се задържа снежна покривка по най-високите им части най-рано от месец ноември и най-късно до месец април. Януари и февруари са най-студените месеци, със снежна покривка до местата, намиращи се на не по-малко от 250 m надморска височина.
Акарнанските планини са подходящи за паша, поради което областта им била известна като Малка Влахия през късното Средновековие.